# بفرن (شلسویگ-هولشتاین)
بفرن (به آلمانی: Bevern) یک شهر در آلمان است که در پینبرگ واقع شده‌است. بفرن ۵۸۷ نفر جمعیت دارد.